# ULAS J0015+01
ULAS J0015+01 è la stella conosciuta più lontana dalla Via Lattea che risulti ad essa legata gravitazionalmente, cioè che si trova in orbita attorno ad essa pur non facendo parte del disco galattico, a una distanza dalla Terra stimata in 900.000 anni luce, ossia più lontana di altre galassie orbitanti attorno alla Via Lattea come le Nubi di Magellano. Questo tipo di stelle, come ULAS J0744+25, un'altra stella scoperta insieme ad essa, ma un po' più vicina alla Via Lattea (750.000 anni luce dalla Terra), potrebbero essere dei residui del processo di formazione della Via Lattea o della sua fusione con un'altra piccola galassia.

## Scoperta
ULAS J0015+01 è stata scoperta il 10 luglio 2014 nell'ambito delle indagini Infrared Deep Sky Survey - Large Area Survey (LAS), svolta con lo United Kingdom Infrared Telescope, e la Sloan Digital Sky Survey. Essa, come anche ULAS J0744+25, è una gigante rossa estremamente luminosa, il che è uno dei fattori chiave della loro scoperta.
ULAS J0015+01 si trova attualmente a 900.000 anni luce dalla Terra, ben oltre il disco della Via Lattea, che ha un diametro di 180.000 anni luce, e solo 3 volte più vicina della galassia di Andromeda. In confronto, la galassia satellite della Via Lattea, la Grande Nube di Magellano, dista solo 160.000 anni luce dalla Terra. ULAS J0015+01 e ULAS J0744+25 si considerano quindi non appartenenti al disco ma all'alone esterno della Via Lattea, che si estende per almeno 500.000 anni luce.

## Formazione
Data la posizione in una zona di materia molto rarefatta, non è ovvio spiegare la formazione di tali stelle. ULAS J0015+01 e ULAS J0744+25 potrebbero essere un residuo dei processi di formazione della Via Lattea o di una fusione con un'altra galassia.
Altre ipotesi sono che queste stelle in passato facessero parte di un'altra galassia da cui la Via Lattea le ha strappate via, oppure che siano state espulse dalla Via Lattea ad una velocità di circa 600 km/s, o, infine, che facciano parte di una galassia sconosciuta a bassa luminosità superficiale, ma questo sembra improbabile in quanto non sono state scoperte altre stelle simili in quel tratto di spazio.